# Acrolophus harpella
Acrolophus harpella är en fjärilsart som beskrevs av Walsingham 1914. Acrolophus harpella ingår i släktet Acrolophus och familjen Acrolophidae. Inga underarter finns listade i Catalogue of Life.